# Zosterops consobrinorum
Zosterops consobrinorum là một loài chim trong họ Zosteropidae.